# Надежда Савченко
Надежда Викторовна Савченко (на украински: Надія Вікторівна Савченко) (родена на 11 май 1981 г. в Киев, Украинска ССР) е единствената жена пилот в Украйна. Летяла е като щурман на хеликоптер Ми-24. Савченко е заловена в Източна Украйна и предадена на Русия. Държана е в затвор в Москва по обвинение в съучастие в убийството на двама руски журналисти – Игорь Корнелюк и Антон Волошин, сътрудници на програмата „Вести“ – убити при минометен обстрел в Украйна, недалеч от мястото, където е пленена. Според руските служби тя е координирала огъня на артилерията и е посочила местонахождението им. Самата Савченко и адвокатите ѝ смятат, че тя няма никаква вина за смъртта на журналистите.
В родината си тя се превръща в национален герой. През октомври 2014 г. е избрана за депутат във Върховната Рада и за член на украинската делегация в Парламентарната асамблея на Съвета на Европа.
В много държави се организират протести в подкрепа на Надежда Савченко. В България също е създаден комитет в нейна подкрепа от проф. Пламен Павлов, Петър Стаматов (главен редактор на Eurochicago.com), Иван Белишки и членовете на Асоциация на свободното слово „Анна Политковская“ (носител на Международната награда за защита на човешките права „Златен гълъб“). Митинг в знак на солидарност с младата украинка се провежда на 1 март 2015 г. в София.
В края на 2014 г. Надежда Савченко заявява, че започва безсрочна гладна стачка, която тя прекъсва за 10 дни в началото на март 2015 г., но отново я възобновява от 16 март 2015 година. 
На 21 март 2016 г. тя е призната за виновна за убийството на руските журналисти Игор Корнелюк и Антон Волошин в източната част на Украйна. В присъдата се казва още, че организатор на убийството на журналистите от Русия е командирът на крайнодесния използващ нацистки символики батальон „Айдар“ – Сергей Мелничук. „Савченко е извършила убийство в предварителен сговор с група лица с мотив ненавист и вражда“, огласява решението съдията. Мотивът за извършените от Савченко престъпления е ненавистта спрямо социална група жители от Луганска област, а също така и към рускоезичните хора като цяло, се казва в присъдата. 